# Желудьево (Владимирская область)
Желудьево — деревня в Петушинском районе Владимирской области России, входит в состав Нагорного сельского поселения.

## География
Деревня расположена на берегу реки Шередарь в 9 км на север от города Покров и в 24 км на северо-запад от райцентра города Петушки.

## История
В писцовых книгах 1628—1631 годов деревня Желудьево значилась в составе Воскресенского прихода, в ней тогда были 1 двор крестьянский, 2 двора бобыльских.
В конце XIX — начале XX века деревня входила в состав Овчининской волости Покровского уезда, с 1921 года — в составе Александровского уезда.
В 1857 год в деревне числился 21 двор, проживало 78 жителей мужского пола и 78 женского.

В 1859 году — 21 двор.

В 1905 году — 38 дворов.

В 1926 году — 31 двор.
С 1929 года деревня входила в состав Воскресенского сельсовета Киржачского района, с 1940 года — центр Желудьевского сельсовета, с 1945 года — в составе Покровского района, с 1954 года — в составе Панфиловского сельсовета, с 1960 года в составе Петушинского района, с 2005 года — в составе Нагорного сельского поселения.
В 1950-х — 1990-х годах северо-западнее и юго-восточнее деревни к болотам проходили ветки узкоколейной железной дороги Электрогорского торфопредприятия: Электрогорск — Ляпино — Желудево. Ветки разобраны в 1993 году.

## Население
| 1859 | 1905 | 1926 | 2002 | 2010 | 2021 |
| ---- | ---- | ---- | ---- | ---- | ---- |
| 150  | ↗170 | ↘126 | ↘11  | ↗21  | ↘2   |